# Bubber Miley
James 'Bubber' Miley (Aiken (South Carolina), 3 april 1903 – New York, 20 mei 1932) was een Amerikaanse jazztrompettist en -componist.

## Biografie
Na 18 maanden in de marine te hebben gewerkt, speelde Miley vanaf 1923 in verschillende New Yorkse jazzclubs, het meest recentelijk bij Elmer Snowdens Washingtonians. De reguliere bezetting van deze band, inclusief Bubber Miley, werd in 1926 overgenomen door Duke Ellington en vormde het eerste Ellington-orkest. In de jaren tot 1929 werden een reeks historische Ellington-opnamen gemaakt, zoals East St. Louis Toodle-Oo en Black and Tan Fantasy, die beslissend werden gekenmerkt door Miley's solo's. Miley, die vanwege zijn alcoholverslaving als onbetrouwbaar werd beschouwd en waarvan bekend was dat hij tijdens het optreden vaak op het podium lag te slapen, verliet het Ellington Orchestra in 1929 en speelde de volgende twee jaar met de bands van King Oliver, Jelly Roll Morton en Hoagy Carmichael, waar hij ook te horen is op enkele opnamen met Bix Beiderbecke.
Bubber Miley is samen met trombonist Joe 'Tricky Sam' Nanton de maker van de Growl-stijl, waarin de trompetventielen slechts gedeeltelijk worden ingedrukt en gelijktijdig een plunjerdemper wordt verplaatst met de linkerhand voor de geluidsmond van het instrument. De tonen die op deze manier werden geproduceerd met hun wah-wah-effect, vormden een essentieel element van het timbre van de zogenaamde jungle-stijl, waarvoor het Ellington Orchestra in zijn vroege jaren bekend was en een groot deel van zijn succes uitmaakte. Na het vertrek van Miley werd de traditie van dit spel bij Ellington voortgezet door Cootie Williams. Volgens Schuller werd het melodische en compositorische talent van Miley gecombineerd met zijn vermogen om specifieke timbres te produceren. Het belang ervan voor de klassieke melodie in de jazz wordt onderschat. Hij heeft waarschijnlijk het grootste aandeel in de met Ellington gemaakte composities East St. Louis Toodle-Oo, Black and Tan Fantasy en Creole Love Call.

## Overlijden
Bubber Miley overleed in mei 1932 op 28-jarige leeftijd aan de gevolgen van alcoholmisbruik en tuberculose.